# Gumilövedék

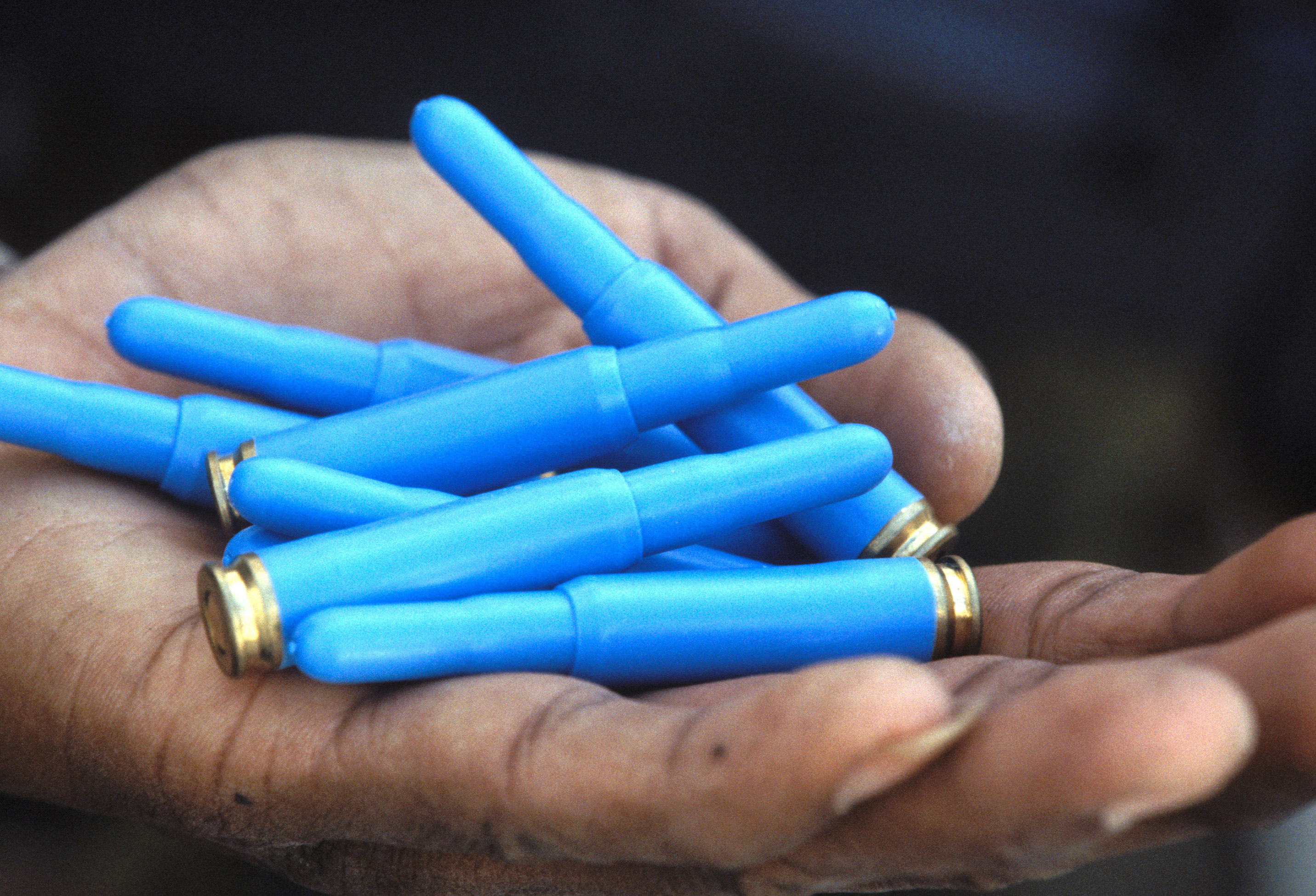
A nepáli hadsereg által használt gumilövedékek

A gumilövedék elsősorban önvédelmi fegyverekben használt lőszerfajta. Emellett rendvédelmi szerveknél is rendszerben áll, több más, az emberi életet nem veszélyeztető fegyverrel - gázspray, gumibot, elektromos sokkoló, babzsák - egyetemben. Előnye, hogy a célszemély minimális károsítása mellett jelentős stop-hatása van, illetőleg a gumilövedékkel szerelt lőszerek hagyományos fegyverekből is tüzelhetőek.
A gumilövedék mind kaliberében, mind anyagában és kialakításában nagyon változatos. A gumisörétektől a majd ökölnyi gumigolyókig több kaliber is megtalálható. Magyarországon a 8.2, 12, 15 és 18 mm-es gumilövedékek a legelterjedtebbek. A lőszer lehet hagyományos lőszer, melyet gumimaggal szerelne, ezeket elsősorban tömegoszlatásra használják, vagy készülhet a lőszer kifejezetten gumilövedék tüzelésére - ezek sokkal rövidebb hüvellyel rendelkeznek, és a gumimag a hüvelybe van süllyesztve. Megtalálhatóak az önvédelmi boltok kínálatában a gáz-riasztó pisztolyokra szerelhető egylövetű rátétek is. A hatályos jogszabályok szerint bár torkolati energiájuk jócskán meghaladja (tipikusan 30-40J)a 7.5J-t, a gumilövedékes fegyverek nem minősülnek fegyvernek, így a gáz-riasztó fegyverek mellett ezek a legelterjedtebb önvédelmi lőfegyverek.
Az önvédelmi használat mellett tradicionálisan tömegoszlatási fegyver-elem, ilyen célra általában a gumimaggal szerelt lőszereket használják, melyeket Magyarországon elsősorban 12-es kaliberű vadászpuskából tüzelnek. Ezek a lövedékek, mivel elsősorban nagyobb távolságokból kerülnek bevetésre, lényegesen nagyobb energiával bírnak, mint a lakosság számára elérhető változatok, nem ritka, hogy vastagabb ruházaton is áthatolnak. Emberi célon mélyebb, erősen vérző sebet ejtenek. A nagy kaliberű, az ólommagvas lövedékekhez képes kis sűrűségű gumilövedék magas torkolati energiája ellenére kis hatékony lőtávot biztosít. Az önvédelmi célú maroklőfegyverek hatékony lőtávolsága 3–10 m, a tömegoszlatásra szánt fegyverek erősebb töltete több tíz méter távolságban is hatásos. Utóbbiak éppen ezért közeli célpontokban nagyobb kárt is tehetnek, borda- és csonttörésről is szólnak beszámolók. Nem megfelelő alkalmazása halált is okozhat.
A tömegoszlató lövedékfajtát először a britek használták zavargások megfékezésére Szingapúrban, az 1880-as évek elején, amikor 25 milliméteres tíkfa hengereket lőttek a tüntetőkre. Gyakran használták a lövedékfajtát Észak-Írországban is. A lövedék első ízben 1972 áprilisában okozott halálos sérülést, amikor Belfastban egy brit katona közelről fejbe lőtte vele a 11 éves katolikus kisfiút, Frances Rowntreet. A falövedéket hamarosan az új fejlesztésű gumiváltozatra cserélték.
Az eredeti brit gumilövedék 150 milliméter hosszú és 38 milliméter átmérőjű volt és mintegy 145 grammot nyomott. Magja fém volt, amelyet gumiköpeny vett körül. A lövedéket módosított, meghosszabbított csövű jelzőpisztolyokból lőtték ki, amelyeket L67-nek neveztek.

## Magyarországi alkalmazása
Nyugati országokban céllövészetre is használják, hazánkban azonban ez az alkalmazása nem jellemző, elsősorban önvédelmi maroklőfegyverekként terjedtek el, főként forgótáras, revolverező kivitelben, ezek a megbízhatósága és könnyű használata miatt. Mind a fegyverek, mind a lőszerek engedély nélkül tarthatóak, de közterületen gumilövedékkel töltött fegyver nem viselhető. Hogy a szilárdmagvas lőszerek tüzelését megakadályozzák, a fegyverek csövébe szűkítőt építenek, melyen a deformálható gumilövedék áthatol, de a rézköpenyes, vagy ólom lövedékek nem. A rendvédelmi alkalmazásra először a a 2006. október 23-ai zavargások megfékezésénél került sor. A rendőri beavatkozást az ellenzéki pártok erősen bírálták.

## Alkalmazása nemzetközi viszonylatban
- A német, a francia és az olasz rendőrség általában nem használja tüntetők ellen, leggyakrabban csak könnygázt és gumibotot vetnek be,[1] de előfordulnak esetek, ahol alkalmazni kénytelenek a rendvédelmi szervek.